# Sourdough Mountain Lookout
Le Sourdough Mountain Lookout est une tour de guet du comté de Whatcom, dans l'État de Washington, dans le nord-ouest des États-Unis. Protégé au sein du parc national des North Cascades, il est inscrit au Registre national des lieux historiques depuis le 10 février 1989.